# Anastas Ivanovich Mikoyan
Anastas Ivanovich Mikoyan (25 tháng 11 năm 1895 - 21 tháng 10 năm 1978) là một nhà cách mạng và chính khách người Armenia. Ông là chính trị gia Liên Xô duy nhất có thể duy trì quyền lực ở mức cao nhất trong Đảng Cộng sản Liên Xô, khi quyền lực đó dao động giữa Ủy ban Trung ương Đảng Cộng sản Liên Xô và Bộ Chính trị, từ những ngày sau cai trị của Lenin, trong suốt thời đại của Stalin và Khrushchev, cho đến khi ông nghỉ hưu yên bình sau những tháng đầu tiên của thời kỳ cầm quyền của Brezhnev.
Mikoyan trở thành một người chuyển đổi sớm sang sự nghiệp Bolshevik. Ông là một người ủng hộ mạnh mẽ Stalin trong những năm ngay sau thời kỳ hậu Lenin. Trong thời kỳ Stalin, Mikoyan giữ một số chức vụ cao trong chính phủ, bao gồm cả Bộ trưởng Ngoại thương. Khi kết thúc sự cai trị của Stalin, Mikoyan bắt đầu mất thiện cảm với ông, và vào năm 1949, Mikoyan mất chức bộ trưởng ngoại thương lâu đời. Vào tháng 10 năm 1952 tại Đại hội Đảng 19 Stalin thậm chí còn tấn công Mikoyan một cách tàn nhẫn. Khi Stalin qua đời vào năm 1953, Mikoyan một lần nữa đóng vai trò lãnh đạo trong hoạch định chính sách. Ông ủng hộ Khrushchev và chính sách phi Stalin hóa của mình và trở thành Phó Thủ tướng thứ nhất dưới thời Khrushchev. Vị trí của Mikoyan dưới thời Khrushchev khiến ông trở thành nhân vật quyền lực thứ hai tại Liên Xô lúc bấy giờ.
Mikoyan đã thực hiện một số chuyến đi quan trọng đến Cộng sản Cuba và tới Hoa Kỳ, có được tầm vóc quan trọng trên trường ngoại giao quốc tế, đặc biệt là với kỹ năng thực thi quyền lực mềm cho các lợi ích của Liên Xô. Năm 1964, Khrushchev buộc phải từ chức trong một cuộc đảo chính đưa Brezhnev lên nắm quyền. Mikoyan từng là Chủ tịch của Đoàn chủ tịch của Xô viết tối cao, người đứng đầu danh nghĩa của Nhà nước, từ năm 1964 cho đến khi ông nghỉ hưu bắt buộc vào năm 1965.

## Cuộc đời và sự nghiệp

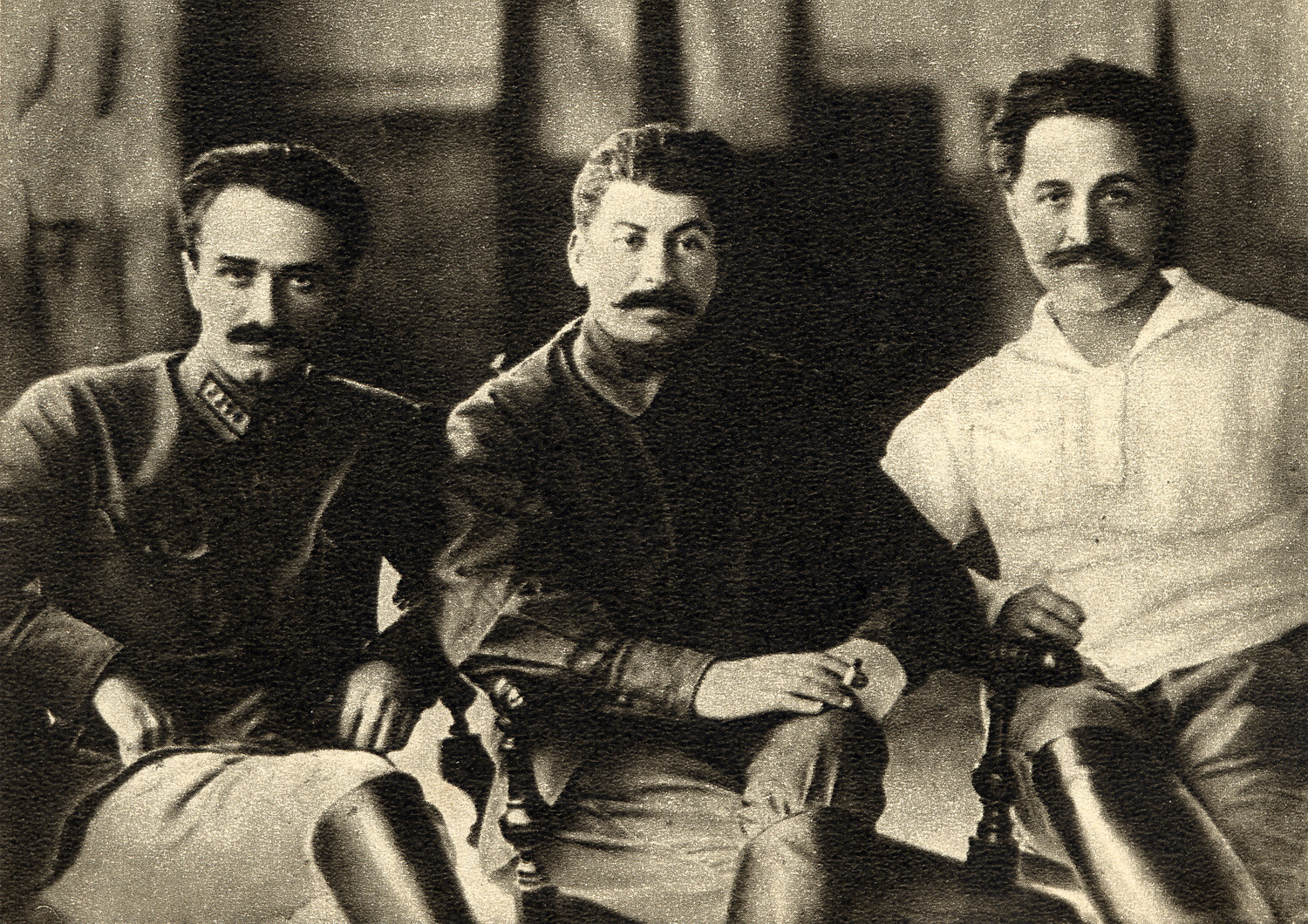
Bộ ba Kavkaz: Từ trái sang phải, Mikoyan, Joseph Stalin và Sergo Ordzhonikidze

Mikoyan sinh ra từ cha mẹ Armenia ở làng Sanahin, sau đó là một phần của Yelizavetpol Governor của Đế quốc Nga (hiện là một phần của Alaverdi trong Armenia Tỉnh Lori) năm 1895. Cha ông, Hovhannes, làm thợ mộc và mẹ ông là thợ dệt thảm. Ông có một em trai, Artem Mikoyan, người sẽ tiếp tục trở thành người đồng sáng lập văn phòng thiết kế hàng không MiG, trở thành một trong những phòng thiết kế chính của máy bay phản lực nhanh trong ngành hàng không quân sự Liên Xô.
Mikoyan đã học ở trường Nersisia trong Tiflis và Chủng viện Gevorgian trong  Vagharshapat (Echmiadzin), cả hai đều liên kết với Nhà thờ Tông đồ Armenia. Tuy nhiên, tôn giáo đã đóng một vai trò không đáng kể trong cuộc sống của ông. Sau đó, ông nhận xét rằng việc tiếp tục nghiên cứu về thần học đã đưa ông đến gần hơn với thuyết vô thần: "Tôi có một cảm giác rất rõ ràng rằng tôi đã không tin vào Chúa và thực tế tôi đã nhận được một chứng chỉ về sự không chắc chắn của vật chất; Tôi học các môn tôn giáo, tôi càng ít tin vào Chúa. " Trước khi trở nên tích cực trong chính trị, Mikoyan đã say mê nghiên cứu về chủ nghĩa tự do và chủ nghĩa xã hội.
Ở tuổi hai mươi, ông thành lập một công nhân Xô Viết ở Echmiadzin. Năm 1915, Mikoyan chính thức gia nhập phe Bolshevik của Đảng Lao động Dân chủ Xã hội Nga (sau này gọi là Đảng Bolshevik) và trở thành người lãnh đạo phong trào cách mạng trong Kavkaz. Sự tương tác của anh ấy với các nhà cách mạng Liên Xô đã đưa ông đến Baku, nơi ông trở thành đồng biên tập cho tờ báo tiếng Armenia Sotsyal-Demokrat và sau này cho bài báo tiếng Nga Izvestia Bakinskogo Soveta. Trong thời gian này,ông được cho là đã cướp ngân hàng ở Tiflis với TNT và bị gãy mũi khi đánh nhau trên đường phố.